# Shedim

35. E eles se misturaram com as nações e aprenderam suas obras. 36. Eles adoraram seus ídolos, que se tornaram uma armadilha para eles. 37. Eles sacrificaram seus filhos e filhas aos demônios [(shedim)]. 38. Eles derramaram sangue inocente, o sangue de seus filhos e filhas, que eles sacrificaram aos ídolos de Canaã, e a terra ficou poluída com o sangue. 39. E eles se tornaram impuros por suas obras, e se desviaram com seus atos.

Tehilim (Salmos), 106.35-39

17. Eles sacrificaram a demônios [(shedim)], que não têm poder, deidades que eles não conheciam, coisas novas que chegaram recentemente, das quais seus antepassados não tinham medo.

Devarim (Deuteronômio), 32.17

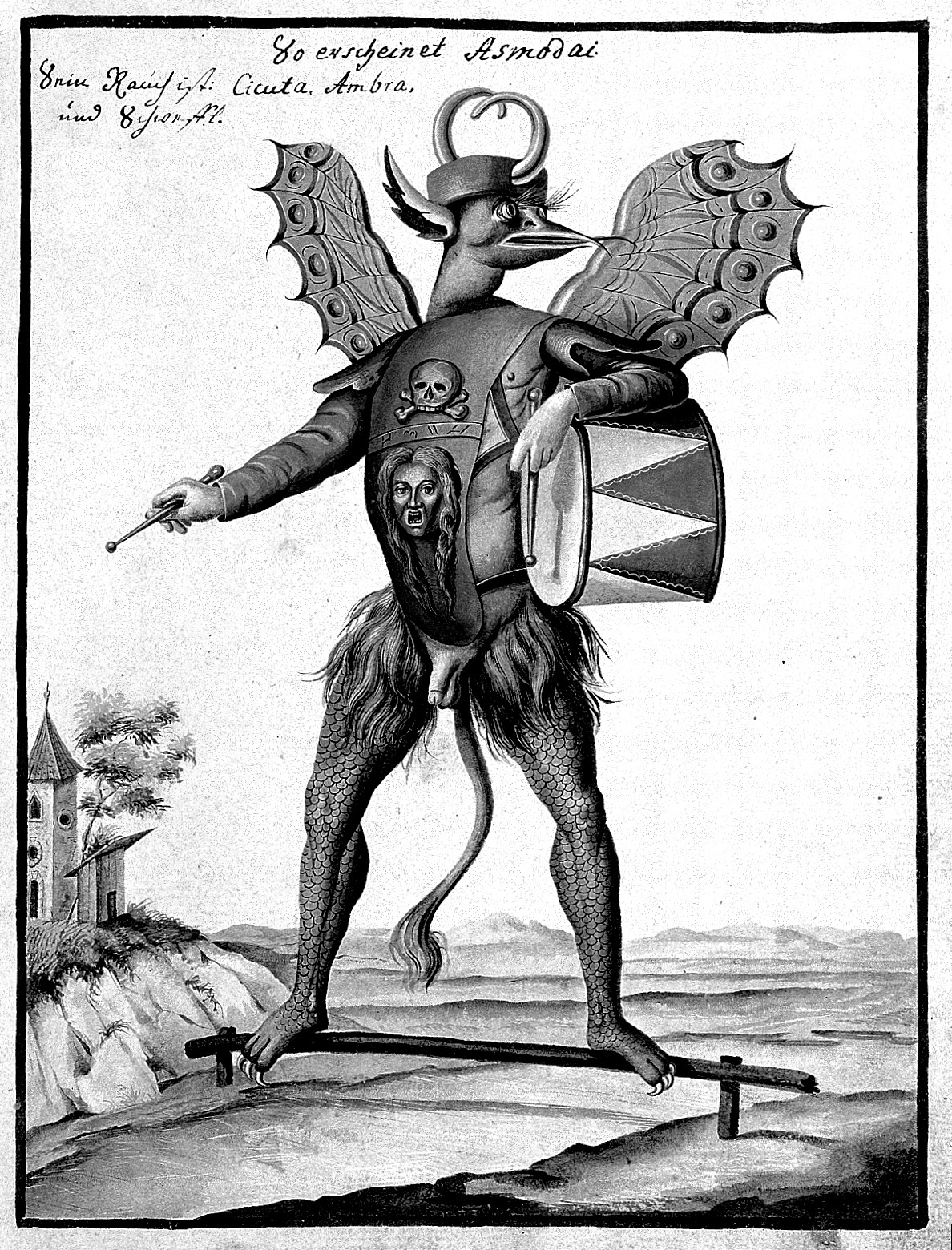
O sheyd אַשְמְדּאָי (Ašmodai) em forma de pássaro, com asas de dragão, cauda de leão e falo humano, conforme retratado no Compendium rarissimum totius Artis Magicae 1775.

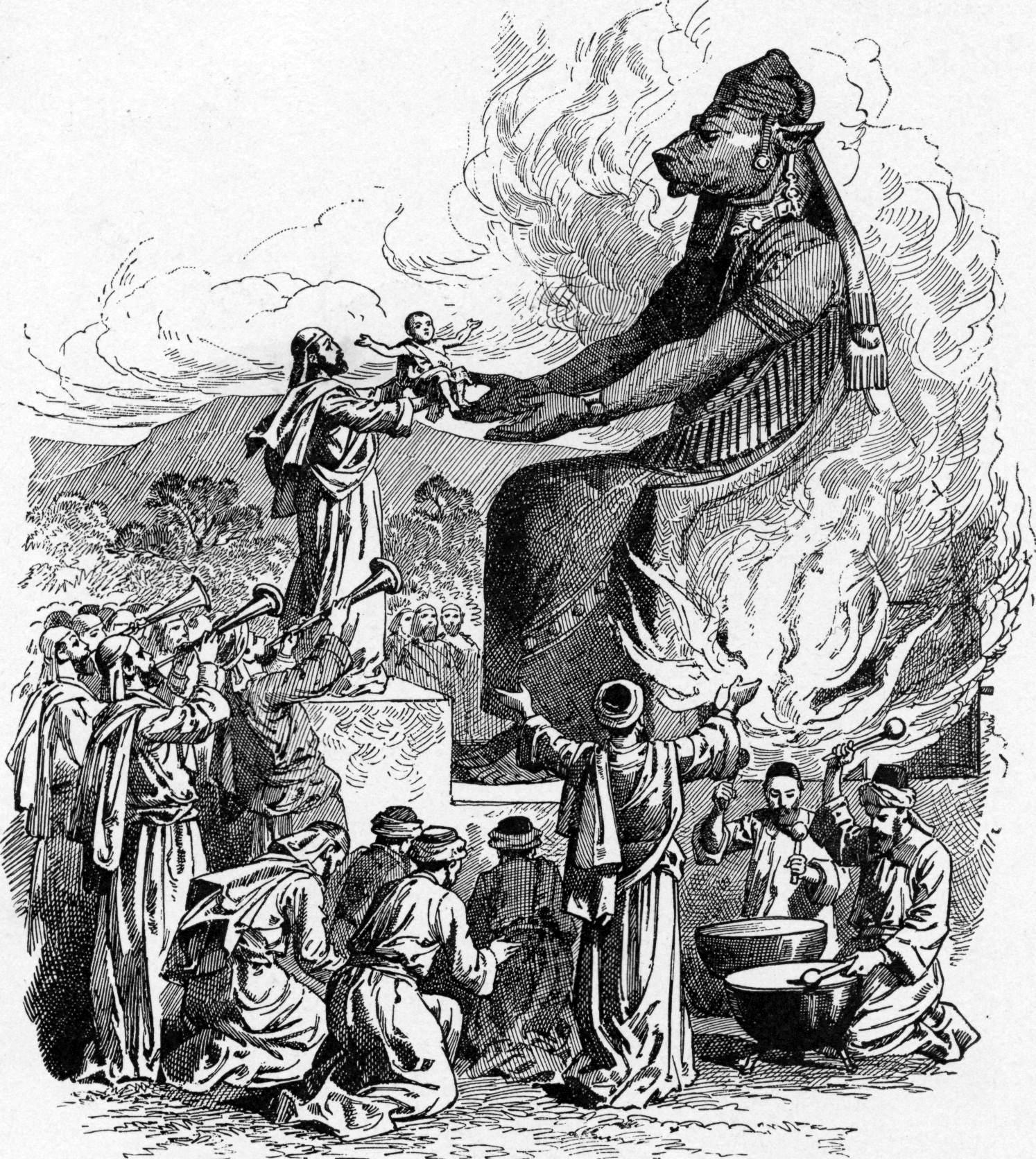
Sacrifício infantil ao sheyd מֹלֶךְ (Mōleḵ), mostrando a representação típica da divindade amonita ‘Moloch’ em fontes medievais e modernas (ilustração de Charles Foster para Bible Pictures and What They Teach Us, 1897).

Shedim ( em hebraico:  שֵׁדִים; singular: שֵׁד Sheyd) são espíritos ou demônios no Tanakh e na mitologia judaica. No entanto, Shedim não correspondem exatamente à concepção moderna de demônios como entidades malignas que se originaram no Cristianismo. Enquanto os espíritos malignos eram considerados a causa de doenças, shedim diferiam conceitualmente dos espíritos malignos. Shedim não eram considerados como semideuses malignos, mas sim como deuses de estrangeiros, e eram vistos como malignos apenas no sentido de que não eram Deus.
Eles aparecem apenas duas vezes (e em ambas as instâncias no plural) no Tanakh, no Salmo 106:37 e em Deuteronômio 32:17. Em ambas as instâncias, o texto lida com sacrifício de crianças ou sacrifício de animais. Embora a palavra seja tradicionalmente derivada da raiz ŠWD ( em hebraico:  שוד shûd ) que transmite o significado de “agir com violência” ou “devastar”, possivelmente era uma palavra emprestada do acadiano na qual a palavra shedu se referia a um espírito que poderia ser protetor ou malévolo. Com a tradução dos textos hebraicos para o grego, sob a influência do dualismo zoroastrista, o termo shedim foi traduzido para o grego como daimonia com conotações implícitas de negatividade. Mais tarde, na cultura judaico-islâmica, shedim tornou-se a palavra hebraica para Jinn, transmitindo a atitude moralmente ambivalente desses seres.

## Origem
De acordo com uma lenda, os shedim são descendentes de serpentes, ou de demônios em forma de serpente, em alusão à história da serpente no Éden, conforme relatado no Gênesis. Uma segunda visão é que eles são a prole de Lilith, de sua união com Adão ou outros homens, enquanto uma terceira diz que Deus os criou no sexto dia, começando a moldar seus corpos, mas sem conseguir completar o trabalho porque ele foi obrigado a descansar no sábado. Mesmo após o sábado, ele os deixou como estavam, para mostrar que, quando o sábado chega, todo trabalho ainda inacabado no início do sábado deve depois ser visto como completo. Como resultado, os shedim têm almas como as dos humanos, mas carecem dos corpos para contê-las. Uma quarta concepção era que os shedim tinham suas origens entre os construtores da Torre de Babel - estes sendo divididos por suas motivações em três grupos, dos quais o terceiro e pior compreendia aqueles que buscavam ativamente guerrear contra Deus e foram punidos por sua soberba sacrílega pela transformação em shedim. Finalmente, o Zohar os descreve como descendentes dos demônios Azazel e Naamah.
Textos bíblicos e rabínicos retratam shedim como entidades demoníacas, com referências como Deuteronômio 32:17 e Salmos 106:37 sugerindo sacrifícios a esses seres, incluindo sacrifícios humanos como o primogênito. No entanto, a extensão e os detalhes de tais práticas no antigo Israel permanecem um assunto de debate entre os estudiosos. O trabalho de Hurwitz, citando descobertas arqueológicas e o rito existente de ‘pidjon ha’ben’, apoia a noção de tais sacrifícios, especialmente no período arcaico.

## Características
O Talmud descreve o shedim como possuindo algumas características de anjos e outras de humanos:

De três maneiras, eles são como anjos ministradores: Eles têm asas como anjos ministradores; e eles voam de um extremo do mundo ao outro como anjos ministradores; e eles sabem o que será no futuro como anjos ministradores. E de três maneiras, eles são semelhantes aos humanos: Eles comem e bebem como humanos; eles se multiplicam como humanos; e eles morrem como humanos.— Babylonian Talmud Hagigah 16a
De acordo com Rashi, shedim, como lillin mas ao contrário de ruchos, têm forma humana, embora não tenham corpo humano. Eles comem e bebem como os humanos.(p177)
Eles podem causar doenças e infortúnios, seguir os mortos e voar ao redor dos túmulos.
Há muitas coisas que se aconselha não fazer para evitar invocar os shedim, como assobiar ou até mesmo dizer a palavra “shedim”. O místico do século XII, Judah ben Samuel de Regensburg, escreveu em seu testamento que não se deve vedar completamente as janelas porque isso aprisiona shedim na casa.
Os shedim nem sempre são vistos como criaturas maliciosas e também são considerados úteis aos humanos. Diz-se que eles são até capazes de viver de acordo com a Torá, como Asmodeus.
Invocar shedim não é necessariamente proibido, dependendo se o teólogo que discute o tópico considera tal invocação como feitiçaria. Mesmo que invocar shedim seja um ato de feitiçaria e, portanto, proibido, consultar shedim invocados por um não-judeu seria permitido.

## Aparência

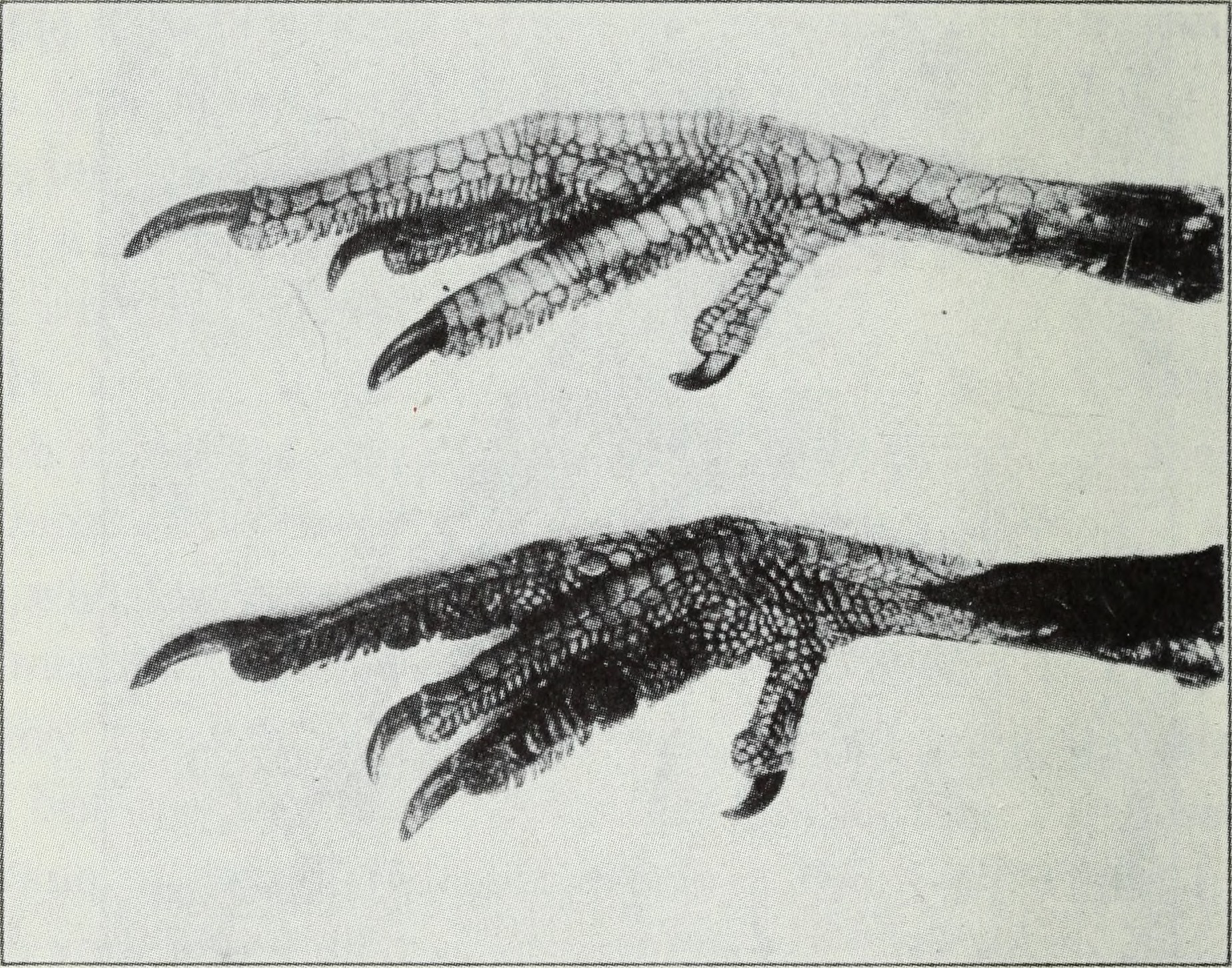
Os pés garrados e escamosos de uma ave, característica indistinguível da anatomia (de outra forma mutável) dos shedim.

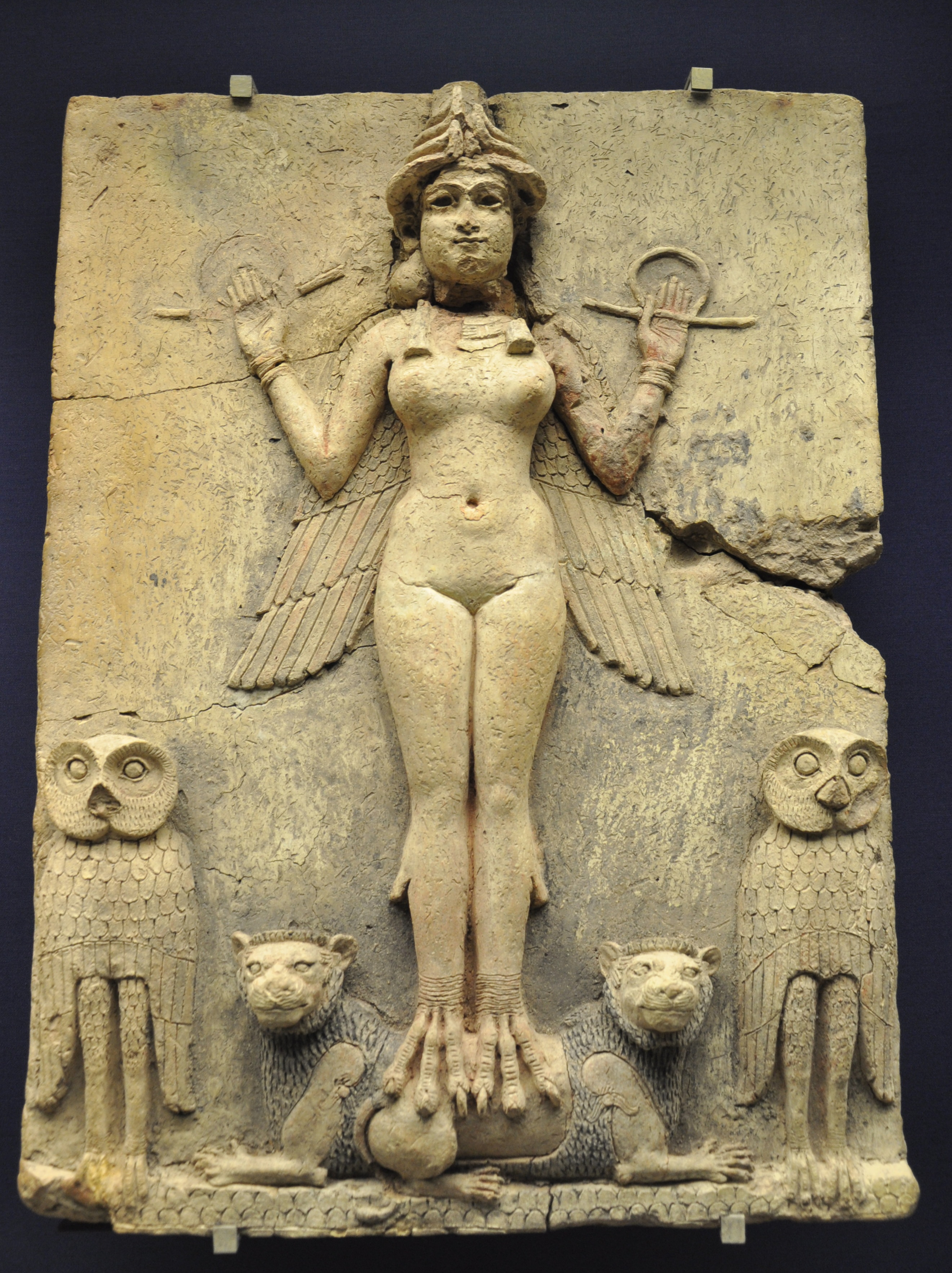
A shedah noturna com pés de ave (deusa/demônio feminino) do Burney relief (período Isin-Larsa ou Babilônico Antigo, cerca de 1800 a.C.).

Nos primeiros midrashim, os shedim são seres corpóreos. Se assumissem formas humanas, seus pés permaneceriam os de um galo. Para ver se os shedim estavam presentes, cinzas eram jogadas ao chão ou ao solo, o que tornava suas pegadas visíveis. No judaísmo posterior, essas entidades se desenvolveram em seres mais abstratos.
Shedim podem mudar de forma, às vezes assumindo uma forma humana, o Talmude conta que o sheyd Asmodeus assumiu a forma do Rei Salomão e realmente governou em seu lugar por um tempo, embora ele tivesse que tomar cuidado para nunca ser visto descalço, porque ele não podia disfarçar seus pés garrados.
No Zohar: 

A Shekhinah escondeu Ester de Ahasuerus e deu a ele uma Shedah [um demônio feminino] em vez disso, enquanto ela retornava para os braços de Mordechai. […] É por isso que um homem deve falar com sua esposa antes de se unir a ela, porque ela pode ter sido trocada por um demônio feminino.